# William Stafford
William Stafford (1508 – Ginevra, 5 maggio 1556) è stato un militare inglese, secondo marito di Lady Maria Bolena, sorella della regina Anna Bolena.

## Biografia
Era il secondo figlio di Sir Humphrey Stafford di Blatherwycke e di sua moglie Margaret Fogge, figlia di Sir John Fogge di Ashford.
La sua famiglia era imparentata con gli Stafford titolari del ducato di Buckingham e della contea di Wiltshire. 
Ciò nonostante Stafford fu un comune cittadino e prestò servizio come semplice soldato ed usciere a corte per Enrico VIII.
Nel 1532 fu uno dei duecento uomini che accompagnarono Enrico VIII e la sua amante Anna Bolena in Francia, a Calais. Il motivo del viaggio era diretto ad incontrare Francesco I di Francia affinché il re francese potesse mostrare il suo pubblico supporto ed approvazione per l'annullamento del matrimonio tra Enrico VIII e Caterina d'Aragona. Tra le dame che accompagnavano la coppia reale era presente la sorella di Anna, Maria. Le due dame erano figlie di Tommaso Bolena, che grazie alla posizione di Anna riuscì a divenire conte di Wiltshire e conte di Ormonde.
Anche Maria avrebbe potuto beneficiare dell'influenza della sorella per ottenere un matrimonio vantaggioso, tuttavia lei e William si innamorarono e decisero di sposarsi segretamente attorno 1534.
Quando Maria rimase incinta, il matrimonio fu scoperto e la coppia bandita da corte, tanto che la stessa Maria, privata di qualsiasi sostegno economico da parte dei familiari, giunse a scrivere una lettera al potente segretario di Enrico VIII, Thomas Cromwell, supplicandolo di intercedere presso il re e la sorella Anna Bolena e difendendo la propria scelta di unirsi ad un uomo non nobile e di scarsi mezzi, ancorché "di stirpe antica".
William e consorte dapprima andarono a vivere a Chebsey nello Staffordshire poi nella residenza della famiglia Bolena a Rochford, nell'Essex ed infine ad Hever, nel Kent nel maniero della famiglia Bolena, passato in eredità a Maria dopo la morte dei genitori. Vissero apparentemente sereni, lontani dalla vita di corte fino alla morte di Maria, nel 1543.
La coppia non ebbe figli o, se ve ne furono, morirono durante l'infanzia.
Maria morì nel 1543, all'età di circa quarantaquattro anni; due anni dopo, nel 1545, William si risposò con sua cugina di secondo grado Dorothy Stafford, figlia di Henry Stafford, I barone Stafford ed Ursula Pole. nel :
- Sir Edward Stafford (n. 1552), che sposò prima Roberta Chapman (?-1578), figlia di Alexander Chapman di Rainthorpe Hall, e poi Douglas Howard (1543–1608), figlia di William Howard, I barone Howard di Effingham[5];
- William Stafford (1554-1612), che sposò Anne Gryme (?-1612), figlia di Thomas Gryme di Antingham[6];
- Sir John Stafford (gennaio 1556 – 28 settembre 1624), che sposò Millicent Gresham (?-1602), figlia di Edmund Gresham[7];
- Elizabeth Stafford (1546–6 febbraio 1599), che sposò Sir William Drury (1550–1590) e poi Sir John Scott;
- Ursula Stafford (1553-?), che sposò Richard Drake (?-11 luglio 1603)[8];
- Dorothy Stafford, morta durante l'infanzia[4].

Dopo la morte di Maria, William partì per la Scozia come soldato ed ivi venne creato cavaliere nel 1545. Due anni dopo divenne membro del parlamento per Hastings.
Durante il regno di Maria I, Stafford e la famiglia, compresi i due figli di primo letto di Maria Bolena Henry Carey e Catherine Carey assieme al di lei marito Sir Francis Knollys, tutti di fede protestante, furono costretti a recarsi in esilio a Ginevra, dove egli morì il 5 maggio 1556.